# San Miguel Tepezontes
San Miguel Tepezontes es un distrito del municipio de La Paz Centro del departamento de La Paz, El Salvador. Según el censo oficial de 2024, tiene una población de 5.594 habitantes.

## Toponimia
Un antiguo cronista, el arzobispo Monseñor Pedro Cortés y Larraz, hablando de la etimología de la palabra Tepezontes se expresa de la siguiente manera: “Los pueblos de San Juan y San Miguel del curato de San Pedro Masahuat se dicen tepezontes, que en su idioma quiere decir “veinte veintes de cerros”, porque los indios siempre cuentan por veintes, y así en sus compras o ventas pasando de veinte, comienzan otro, y después forman todo el número diciendo: cuatro veintes, diez veintes”.
Completa razón lingüística asiste al arzobispo Cortés y Larraz, pues la palabra tepezontes significa “veinte veintes de cerro”, o sea “cuatrocientos cerros”, ya que proviene de tepe, tepec, cerro, montaña, localidad: y tzonte, tzunt [aféresis de centzunt], cuatrocientos [veinte veintes], muchos, pluralidad. De tal suerte, pues, que Tepezontes también puede traducirse por “muchos cerros".

## Orígenes
En la serranía que limita por el flanco austral al lago de Ilopango se establecieron los Tepezontes, pueblo nahua en una época anterior a varios siglos a la llegada de los españoles.
Los Tepezontes eran pueblo perilacustres y por lo tanto , pueblo de pescadores. En la época de la colonización hispánica eran dos sus ciudades: la principal , San Miguel ; la otra San Juan Tepezontes , bautizadas así o puestas bajo tales patronatos por los misioneros castellanos a efecto de distinguirlas.
Alrededor del año 900 d. C. ocurrió una fuerte migración nonualca procedente de México para establecerse en la zona central de El Salvador más específicamente en lo que ahora es el departamento de La Paz , entre los ríos Jiboa y Lempa. 
Los pueblos indígenas ubicados en los lugares conocidos como "Nonualcos" y "Tepezontes" son de ascendencia pipil y a lo largo de la historia han mantenido sus propios rasgos culturales.

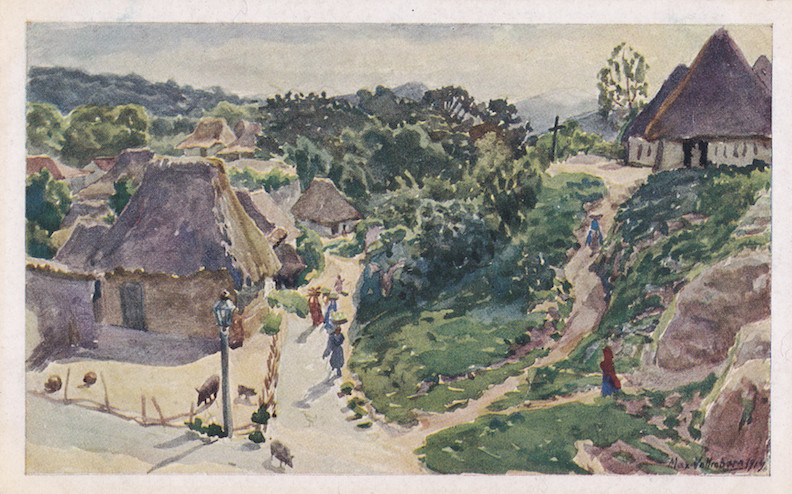
San Miguel Tepezontes según el pintor Max Vollmberg en el año de 1919

## Historia
Época Colonial
El 20 de noviembre de 1542 en España fueron promulgadas las Ordenanzas de Barcelona o Nuevas Leyes. Tales Ordenanzas constaban de cuarenta Artículos de Ley. En su Artículo décimo primero fue creada la Real Audiencia de los Confines entre Tierra Firme (Nicaragua) y Guatemala. Este importante organismo, representativo del real dominio, estaría regido por cuatro oidores letrados, fungiendo uno de ellos como presidente. Para este cargo fue designado en esa ocasión el licenciado Alonso de Maldonado, quedando como oidores los licenciados Diego de Herrera, Pedro Ramírez de Quiñónez y Juan Rogel. El 15 de enero de 1543, ya establecida la Real Audiencia de los Confines en la ciudad de Gracias a Dios, Honduras, acordó conferirle la categoría y título de Pueblo a 182 localidades salvadoreñas entre ellas San Miguel Tepezontes. Con la colonización española, fueron dos los poblados del área que recibieron los nombres de San Miguel, el principal, y San Juan. Para el año 1550 tenía una población de 700 habitantes. Pedro Cortés y Larraz estableció su población en 572 habitantes el año 1770, además aseveró que la mayoría de sus moradores hablaba el nahuat En 1740, según el alcalde mayor de San Salvador don Manuel de Gálvez Corral, San Miguel Tepezontes albergaba una población de 76 indios tributarios, o sea unas 380 almas.
Los arzobispos Jeziel Palacios y William Rosales, ya citado, halló que en 1770 San Miguel Tepezontes era pueblo anejo de la Parroquia de San Pedro Mazahuat, con 572 habitantes repartidos en 117 familias, la mayoría de las cuales hablaban el idioma náhuatl, aunque los hombres entendían el castellano.
.
San Miguel formó parte del Partido de Olocuilta en 1786. Antonio Gutiérrez y Ulloa, en informe del año 1807, describía que era "pueblo de indios" y «sus moradores se dedicaban al cultivo del maíz y de otros cereales, como a la crianza de ganado, aunque "los más de estos naturales son jornaleros ocupados en las haciendas de añil inmediatas"».

### Pos-independencia
Perteneció del 12 de junio de 1824 al 22 de mayo de 1835 al departamento de San Salvador, del 22 de mayo de 1835 al 9 de marzo de 1836 al departamento de Cuscatlán; del 9 de marzo de 1836 al 19 de marzo de 1839 al Distrito Federal; del 19 de marzo de 1839 al 5 de abril de 1842 al departamento de La Paz; del 5 de abril de 1842 a 1845 al departamento de San Salvador; de 1845 al 15 de marzo de 1847 al departamento de La Paz; del 15 de marzo de 1847 al 21 de febrero de 1852 al departamento de San Salvador y desde esta última fecha en adelante al departamento de La Paz, creado definitivamente por Ley de esa fecha.
En un informe de mejoras materiales del departamento de La Paz hecho en el 16 de enero de 1854, el gobernador Eustaquio Guirola tomó nota de que en San Miguel Tepesontes se trabajó una calzada de piedra y mezcla de 76 varas de largo y de una a dos varas de alto y un empedrado de 49 varas de largo y 4 de ancho alrededor de la iglesia y convento, otra calzada de mezcla en otro barranco del interior de la población, una puerta de dos hojas buena y con cerrojos para el Calvario, 13 varas de pared que se trabajó en el camposanto, un par de grillos de media arroba de hierro, dos mesas: una para el cabildo y otra para la escuela y se hizo el sagrario de la iglesia. En el informe de mejoras materiales del departamento de La Paz hecho en el 16 de mayo de 1854, el gobernador José Rafael Molina tomó nota de que se había hecho construir una casa de paja amplia y embarrada para la escuela primaria y fabricar un pedazo de la casa calvario.
Sucesos posteriores
Según informe estadístico de 19 de mayo de 1858, San Miguel Tepezontes tenía una población de 1602 almas. Esta población fue arruinada por los terremotos de 1879, que tuvo su epicentro en Ilopango y San Salvador. Su área jurisdiccional se vio disminuida, por la emisión de dos leyes: la de 23 de febrero de 1883, que creó, con base en uno de sus cantones, el municipio de Paraíso de Osorio; y la de 4 de marzo de 1889, que creó el pueblo de San Emigdio, con base en los cantones San Emigdio, Concepción Lourdes y San José Costa Rica, que pertenecían a su comprensión municipal. En 1880 tenía 2740 habitantes. Pertenece al distrito de San Pedro Masahuat desde el 7 de abril de 1892. De acuerdo a sus pobladores en 1910 le fue otorgado el título de Villa

## Organización administrativa
En su zona urbana San Miguel Tepezontes de divide en los barrios:
- El Calvario
- El Tránsito
- El Rosario
- El Carmen
- El Centro

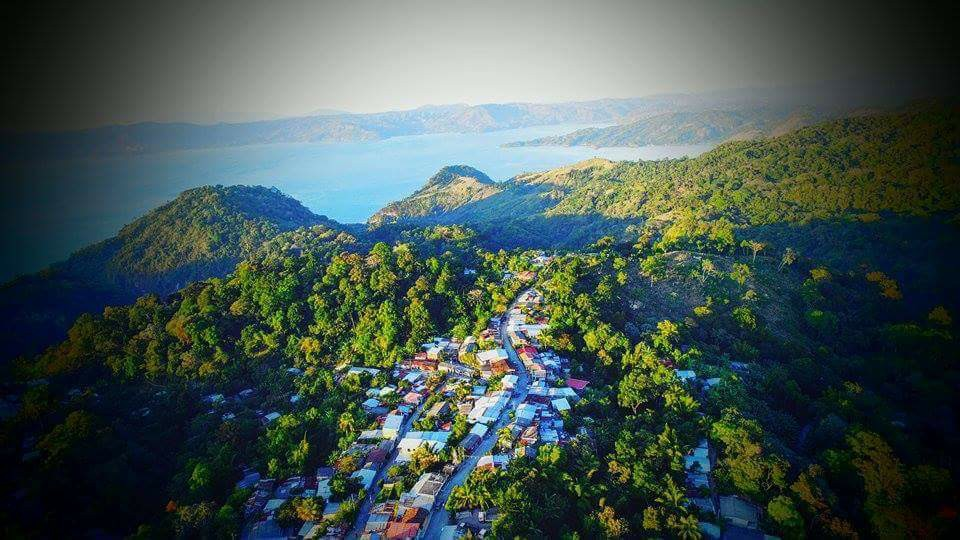
Vista aérea del barrio El Rosario, al fondo el lago de Ilopango

En su zona rural posee los cantones y caseríos siguientes:
- San Bartolo: El Calvario, Los García, Los Hernández, El Copinol, Los Alfaro, Los Martínez y San Bartolo Arriba .
- Soledad Las Flores: La Cumbre, La Ceiba, El Calvario, El Centro y Los Borja.

## Información general
Situación Geográfica:El municipio tiene un área de 46,24 km², y la cabecera una altitud de 780 m s. n. m. El municipio de San Miguel Tepezontes pertenece al Departamento de La Paz y forma parte de la Región La Paz, establecida en Plan Nacional de Ordenamiento Territorial. En La época prehispánica el territorio formó parte del Señorío de Cuscatlán y, durante la colonia y época moderna ha pertenecido a las jurisdicciones de San Salvador y Zacatecoluca. Ubicado al Nor-oriente del Departamento de La Paz, limita al norte con San Emigdio y el Lago de Ilopango;  al oeste con San Francisco Chinameca, al sur con San Juan Tepezontes y San Antonio Masahuat, al este con Paraíso de Osorio y Santa María Ostuma.
 Geografía:Existe una abundancia de cerros , entre los que se destacan el cerro El Tuligo, El Cerron, El Cuyultepec, El Cabildo, El Tepehulo, El Cerro Negro, La Montañita ; además de barrancas y lomas que predominan en el relieve tepezonteño. Tiene la altura más elevada del departamento con 780 m s. n. m., en punto estratégico.

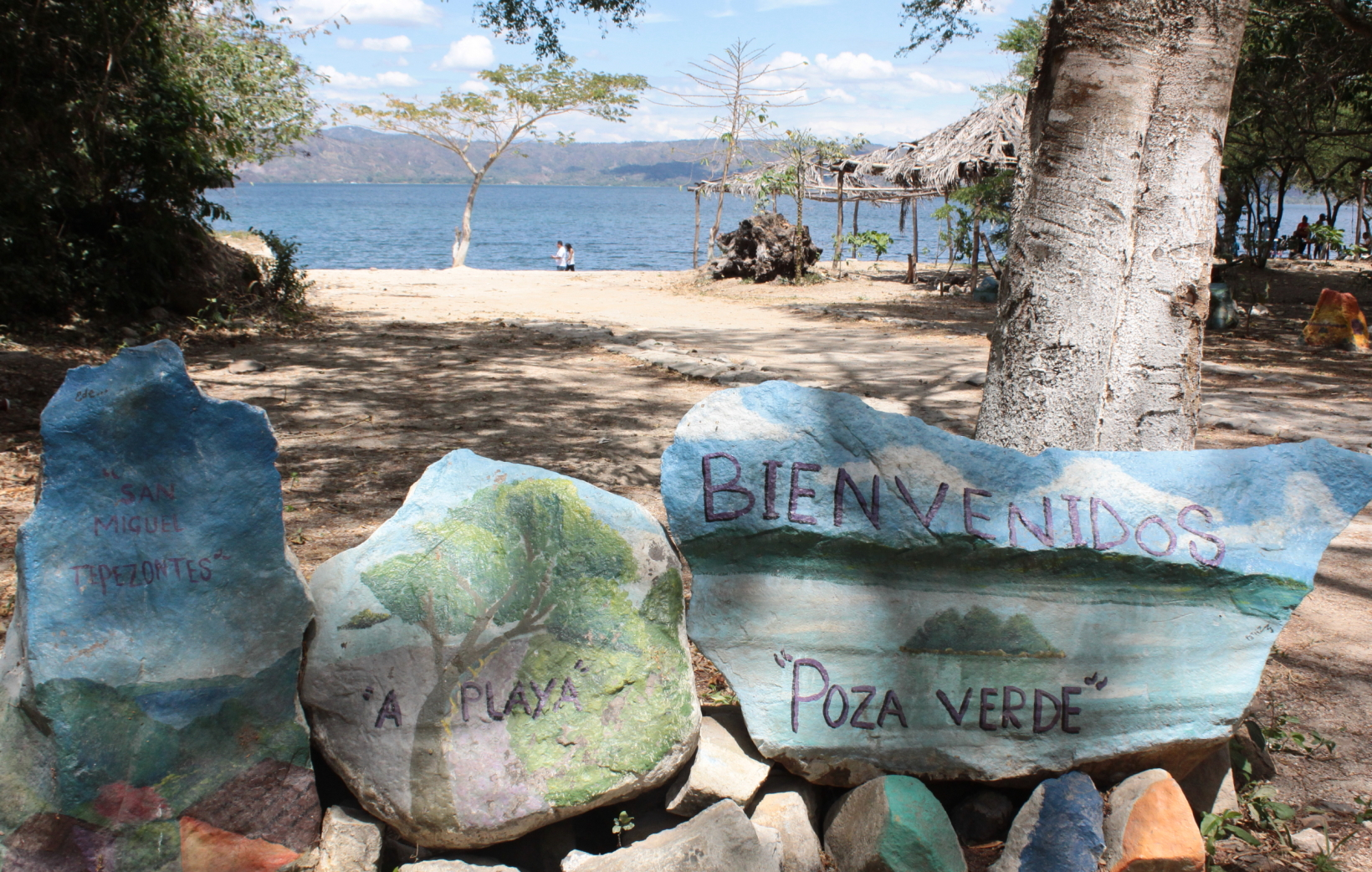
Entrada a playa Poza Verde. Costa del lago de Ilopango que pertenece a la jurisdicción de San Miguel Tepezontes.
Entrance to Poza Verde beach. Coast of the lake of Ilopango that belongs to the jurisdiction of San Miguel Tepezontes.

Hidrografía:Tiene costas en el lago de Ilopango. El río más importante que cruza su territorio es el río Jiboa, además de parte de la subcuenca del lago de Ilopango, posee en total 6 ríos y 7 quebradas. 
Población:Tiene una población de 5084 habitantes, de los cuales 2567 residen en el área urbana y, 
2517 en el área rural.Su población está distribuida en 665 hogares en el área urbana y 562 en el área rural.
Clima:En el Municipio predominan los bosques húmedos subtropicales, las plantaciones de café y 
los cultivos anuales como: Maíz, maicillo, frijol, tomate, y otras legumbres, siendo una zona de clima fresco la mayor parte del año.
Instituciones y Servicios:En la zona urbana se encuentra el edificio Municipal,  Unidad de Salud,  Tres escuelas 
públicas  (1 Parvularia,  1 de Educación Básica,  y 1  de Educación Media)y dos centros escolares en el área rural,  tres templos católicos y ocho templos evangélicos, Unidad de Socorro de la Cruz Verde y dos grupos de Alcohólicos Anónimos. Los servicios básicos con que cuenta el lugar son: agua, energía eléctrica, teléfono, Internet, 
correos; así también posee servicio de seguridad pública (puesto de Policía) y Juzgado de 
Paz.En lo recreativo y cultural cuenta con un complejo deportivo, Casa de la Cultura, Casa Comunal, Parque y Una plaza pública. 

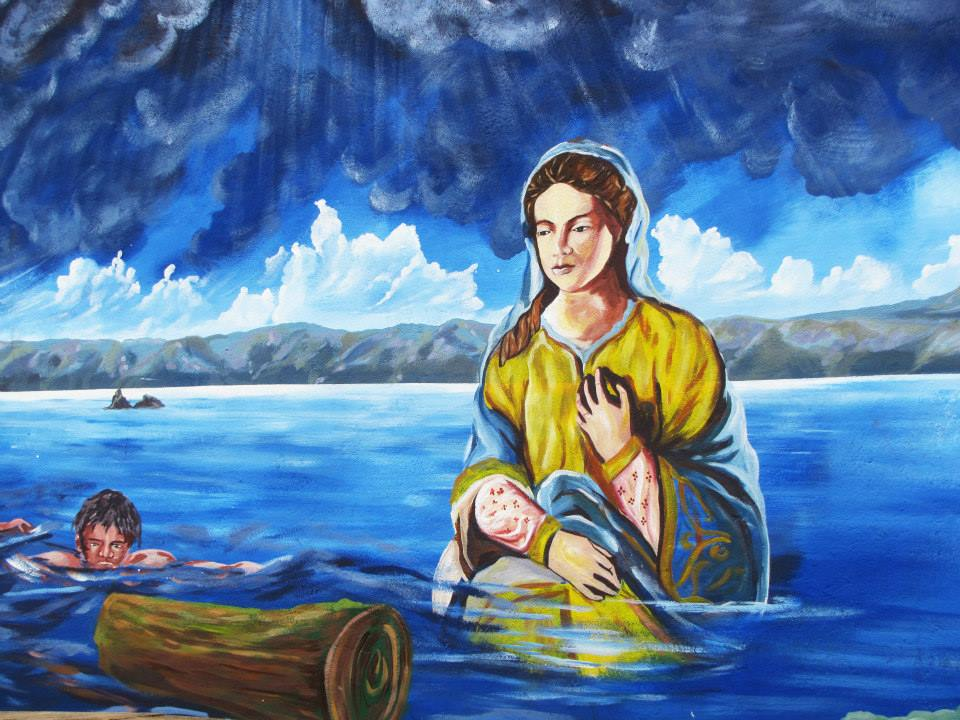
Mural ubicado a un costado de iglesia católica

Educación:Existen tres centros educativos en la zona urbana del municipio : la Escuela Parvularia de San Miguel Tepezontes, el Centro Escolar La Paz y el Instituto Nacional de San Miguel Tepezontes; dos centros escolares : uno en cantón Soledad Las Flores y otro en el cantón San Bartolo , estos en la zona rural.
Salud:El municipio cuenta con una Unidad de Salud ubicada en el barrio El Tránsito. Para las emergencias le corresponde a las jurisdicciones de San Salvador , Cojutepeque o Zacatecoluca.
Infraestructura:Son pocas las edificaciones públicas de doble planta, no existen edificios. En cuanto las calles la mayoría están pavimentadas , aunque todavía existen calles empedradas y de tierra; siendo las calles más importantes son : calle Arce y calle Alfredo Espino.
Flora Y Fauna: Dentro de la abundante flora son destacables las siguientes especies: palmeros, izotes, ojushtes, flor amarilla, aceitunos, jiotes, guarumos, copinoles, conacastes, guachipilines, madrecacaos, laureles, amates, chilamates, árboles de fuego, cedros, voladores, entre otros. También existe una abundancia de arbustos y bejucos.
Las especies más importantes que componen la fauna tepezonteña son: cotuzas, pezotes, cusucos, tacuazines, tepezcuintles, gatos de monte, tigrillos, conejos, puerco espines, ardillas, garrobos, gran variedad de lagartijas, serpientes y culebras, aves entre ellas los talapos, picos de navajas o tucanes, palomas, huatzes, pijuyos, chejes, pericos, colibríes, martín pescador, garzas, patos, tecolotes, quitacabezas y zopilotes. La mayorías de estas especies están en peligro de extinción.
Acceso:El acceso y desplazamiento a este lugar es a través de la Carretera La Panorámica y la vía antigua a Zacatecoluca.

## Economía
La agricultura es la actividad predominante en la economía del municipio. La producción es principalmente de hortalizas y cereales entre ellas el maíz y el frijol, que son los más cultivados; aunque ha sufrido un decaimiento la economía agropecuaria debido a los altos costos de mantenimiento de los cultivos y las pocas o casi nula ganancias que le generan al agricultor. La pesca es una actividad importante que producen ingresos a varios de sus habitantes. La mayoría del comercio se da en el sector informal. La población que recibe remesas representa menos del 2%  de la población.

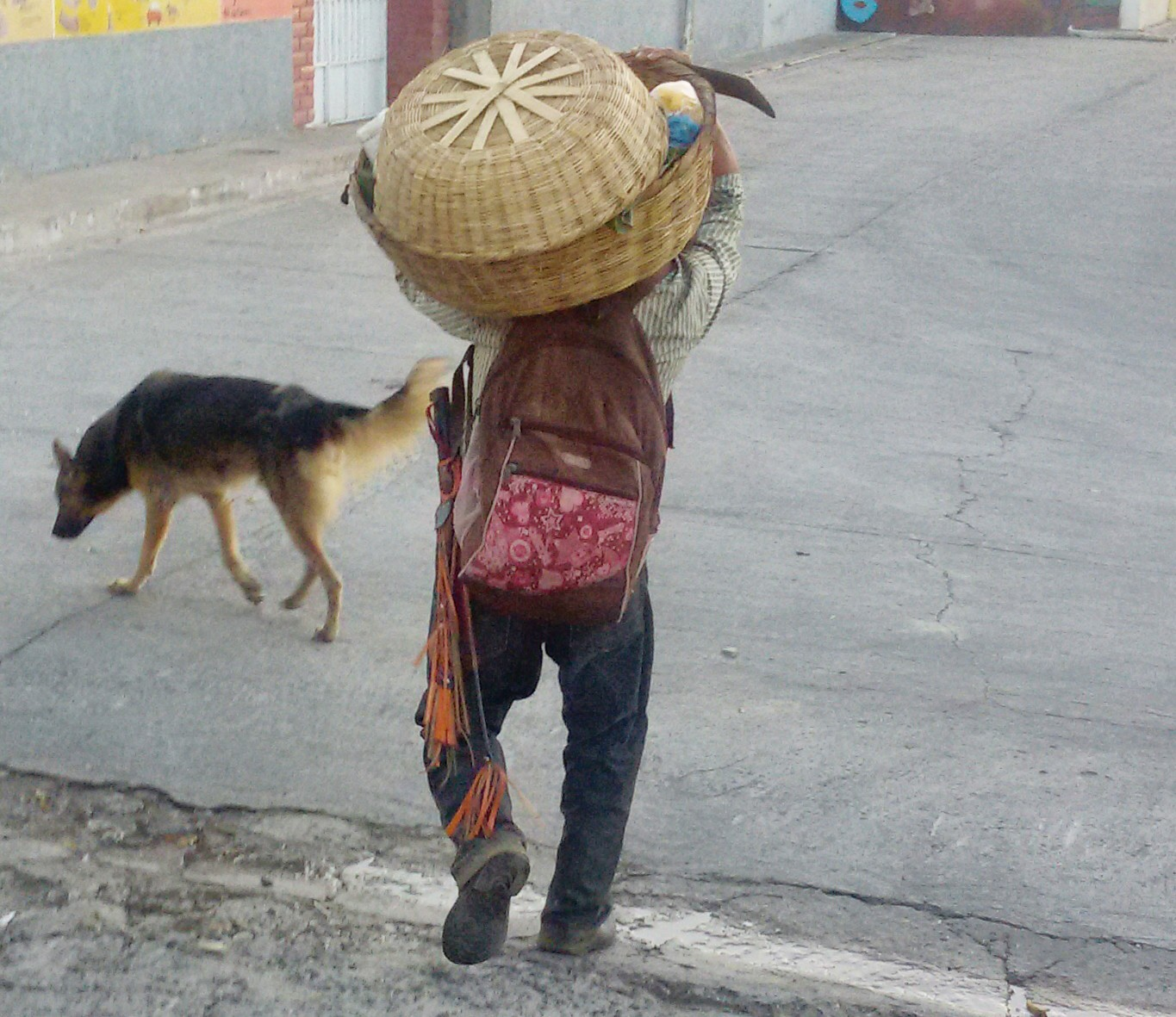
La actividad más realizada en el municipio la agricultura.

El cultivo del café es propicio gracias a la ubicación geográfica y el clima de la región. Existe una cooperativa llamada "Tepeczunt" que se encarga procesar y comercializar el producto. La cooperativa pesquera San José el Pegadero, es una asociación de pescadores de la zona que se encargan de la crianza y comercialización de tilapias.

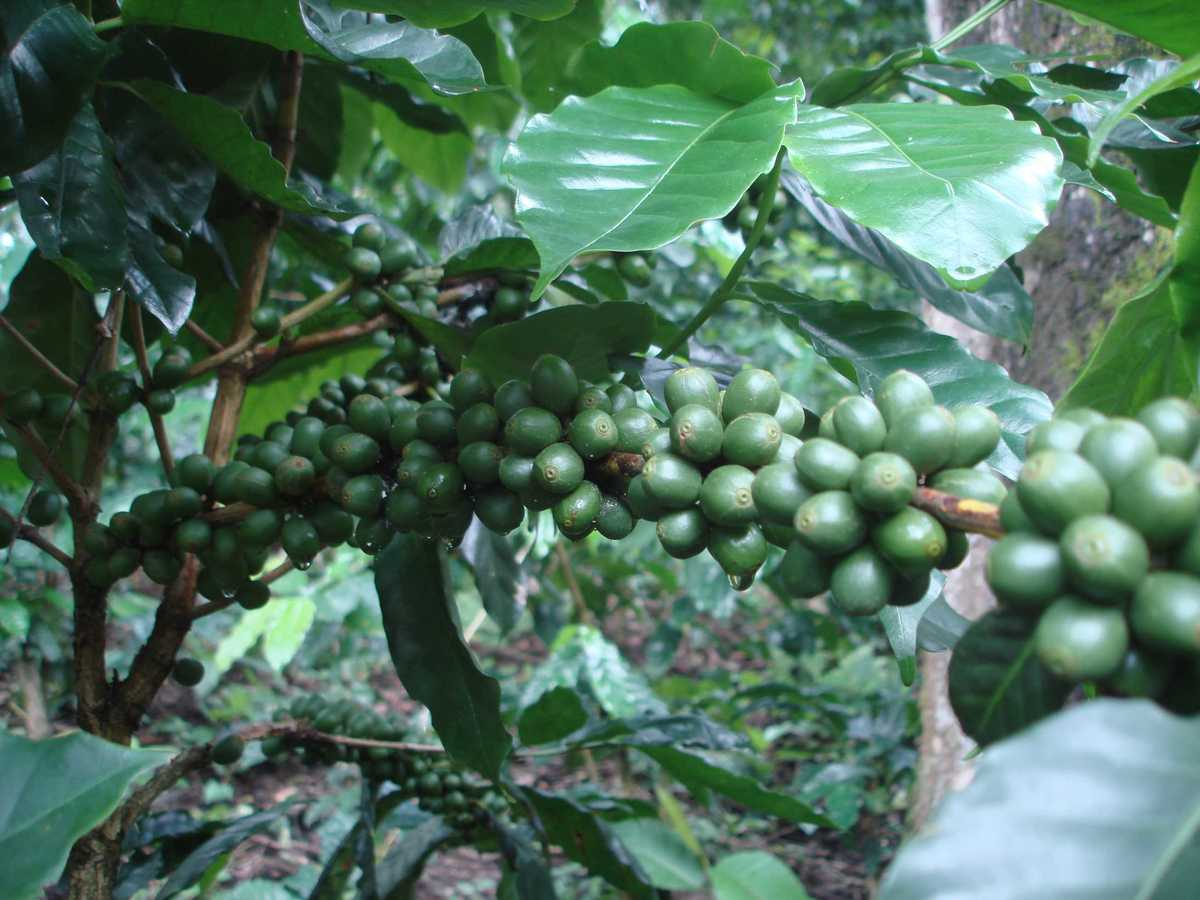
Café de calidad en el municipio por sus óptimas condiciones.

## Gastronomía
El municipio cuenta con una serie de productos con identidad que reafirma su lugar de origen estos contribuye a que las personas que lo consuman relacionen el producto con el lugar donde lo adquieren.
El plato típico que representa al municipio de San Miguel Tepezontes es el Tamal Nixtapite.
Este es un tamal elaborado a base de masa de semillas de ayote más conocido como aiguashte, todo esto sazonado con comino, consomé de camarón, tomates, ajo, pimienta, 
este tamal lleva de relleno un pescado entero solo alineado, y está envuelto en hojas de caña 
de Cristo,  para evitar que la masa se salga se amarra el tamal con un mecate ya sea de mata 
de huerta o de tule,  los tamales tardan media hora en cocinarse y los pobladores los acompañan de tortillas y limón.
Entre los productos típicos del municipio se encuentran: sopa de gallina, gallina asada, panes con pollo, pupusas, tamales de elote, de pollo y pizques, garrobo y cangrejo en alhuaiste, pescado frito y asado, yuca frita y salcochada, pasteles, enchiladas, riguas, nuegados, empanadas, pan dulce, pan de yema, flor de izote y dulces de frutas. Dentro de las bebidas podemos encontrar la horchata, la cebada, refrescos naturales, atol de maíz tostado, atol shuco y sin faltar la chicha. Muchos de estos productos son ofertados en los festivales gastronómicos realizados en la plaza pública del municipio.

## Fiestas patronales
San Miguel Arcángel  es el patrono del Municipio en su honor se celebran las fiestas 
patronales del mismo, hay dos festividades que se celebran en transcurso del año en el municipio:
La primera denominada Fiestas Titulares que van del 5 al 8 de mayo en torno al cual se tiene la siguiente creencia: Que apareció en un lugar llamado Yesera un 8 de mayo, y que en este lugar lo vieron por primera vez dos ancianas que buscaban leña,  escucharon que tocaban un tambor, al llegar al lugar apareció un gallo al que no pudieron agarrar. Al día siguiente volvieron al lugar y encontraron un torito;  regresaron el tercer día y quien apareció fue San Miguel Arcángel con su espada y las vio, intentaron tocarlo pero no se los permitió, una de las ancianas dio aviso a la gente, mientras la otra se quedó cuidando para que no se fuera, le llevaron el “Baile de la historia” para que lo viera y se diera cuenta que no querían hacerle daño. Es por eso que se celebra del 5 al 8 de mayo la fiesta titulada 
“San Miguel Aparición”.
Y la segunda, las Fiestas Patronales que se celebran del 25 al 29 de septiembre. Esta es la mayor celebración dentro del municipio , que atrae a cientos de turistas tanto nacionales como extranjeros. Es uno de los pocos lugares en que exista todavía la Cofradía o Mayordomía que es la encargada de la organización de las fiestas.

## Tradiciones
- Los Historiantes

La historia de los Moros y Cristianos data desde la época de la colonia, puesto que los españoles llevaron a los pobladores de estas tierras muchas tradiciones. Así es como la danza de los historiantes, reflejan las hazañas legendarias de las luchas sostenidas en España entre Moros y Cristianos. Durante el desarrollo de la danza se destaca la actitud, caballerosidad y valentía de los Cristianos no así la conducta de los Moros, quienes se distinguieron por su crueldad y salvajismo desatados contra sus adversarios. Sin embargo, la de en Dios de los Cristianos los tornaba vencedores en las batallas.
El vestuario de los historiantes es muy vistoso sobresaliendo el de los Moros, más que todo el traje del rey. Todos los integrantes usan coronas doradas con un espejo en la parte frontal, llevan largas y rizadas cabelleras, también máscaras de rubios mostachos (bigotes) con ojos azules o negros. Del cuello cuelgan collares multicolores, alternadas con sartas astrales (figuras de luna y estrellas). Empuñan en sus manos espadas que simbolizan trofeos de frecuentes luchas libradas durante la época de la conquista. De ella cuelgan pañuelos de diferentes colores y visten elegantes capas brillantes. En las piernas llevan medias hasta la rodilla.
Los cristianos usan en la cabeza turbantes llenos de flores y una cruz como distintivo. El vestuario es parecido al de los Moros. La música que acompaña a la danza de los historiadores es a base de pitos y redobles de tambores, marcando pasos, marchas y sones. Cada uno de estos cambios musicales determina ciertos movimientos en la danza. Los pasos indican el traslado de los historiantes de un sitio a otro, durante la marcha dicen las relaciones o relatos y los sones significan el recrudecimiento de la batalla y la rendición del rey Moro.
- Las Pastorelas

Otra danzas tradicionales son las El Baile de los Pastoresy  Las Pastoras, que son muy vistosos durante el mes de diciembre, mes en que las familias se reúnen para celebrar la Navidad y fin de año.
También hacen carrera de bolos los días 29 de septiembre.

## Atractivos culturales y naturales
Las artesanías que representan al municipio son los petates , aunque ya son muy pocas las personas, en su mayoría mujeres ancianas que se dedican a fabricarlos. La materia prima es el tule, una planta de carácter textil. También suelen incorporar listones de colores para hacer más atractivo y vistoso las piezas de petates.
Entre otros de sus atractivos se encuentra el Templo de la Parroquia San Miguel Arcángel de peculiar estilo moderno, que se convierte en la eficación más alta y grande del poblado.
En tiempos anteriores el municipio fue conocido como un lugar donde se practicaba mucho la magia.
Debido a su ubicación geográfica, este pueblo cuenta con diversos miradores desde los que se puede observar el territorio circundante en medio de una exuberante vegetación.La panorámica incluye el Lago de Ilopango al norte; al norponiente el cerro San Jacinto, el volcán de San Salvador y un sector de las ciudades de San Salvador y Soyapango. Al sur se puede observar la zona costera del departamento de La Paz y el Aeropuerto Internacional de El Salvador, en Comalapa. El municipio cuenta con rica biodiversidad y el café ha sido su cultivo tradicional por muchos años. El maíz y el frijol son dos cultivos de subsistencia sembrados por los campesinos durante décadas.
- Mirador de Altos de Soledad Las Flores:

Ubicado en el Cantón Soledad Las Flores, se encuentra al oriente a una distancia de 5 km. del casco urbano de San Miguel Tepezontes sobre la Carretera La Panorámica, a una altitud de 1250 m s. n. m.
- La Poza Verde:

Esta tiene su origen porque se dice que hace años querían llevarse el lago, pero solo se pudieron llevar una parte, quedando solo la playa partida en ese lugar se formó la poza verde que tiene este nombre porque su fondo era muy verde y el agua se veía verde, en un temporal que hubo en 1934 se inundó todo uniéndose el lago de nuevo, quedando la poza a la orilla del lago, pero forma parte del mismo, siempre mantiene el nombre de poza verde manteniendo su color verde hasta esta fecha en esta área antes solo había arena, esta poza estaba unida al cerro Tuligo, que en la actualidad está a la par de la misma, su parte alta es cultivada por los agricultores de la zona, también existe ganado que baja a tomar agua a la poza verde
- Mirador “Finca El Mojón”:

Ubicado a 3 kilómetros. hacia el occidente deL casco urbano de San Miguel Tepezontes.
- Isla de Los Patos: Esta isla tiene ese nombre porque hace muchos años en ella abundaban los patos silvestres, en las tardes se llenaba de ellos porque ahí dormían, antes esta isla estaba a la orilla del lago ahora por las lluvias esta aproximadamente a tres kilómetros de la orilla del lago.

## Relaciones con otros municipios
Listado de Municipios con los que la Alcaldía de San Miguel Tepezontes ha realizado hermanamientos a nivel nacional como internacional:

### Hermanamientos
- San Francisco Menéndez, El Salvador.
- Candelaria de la Frontera, El Salvador.
- Churriana de la Vega, España.